# Panthera tigris sondaica (популяция)
Panthera tigris sondaica — подвид тигра, обитающий на Зондских островах в Индонезии. Это название относится к:
- † Яванский тигр (P. t. sondaica) — вымершая популяция тигров на Яве
- † Балийский тигр, ранее P. t. balica (Schwarz, 1912) — вымершая популяция тигров на Бали
- Суматранский тигр, ранее P. t. sumatrae (Pocock, 1929) — живая популяция тигров Суматры